# Jūken Sentai Gekiranger
Jūken Sentai Gekiranger (jap. 獣拳戦隊ゲキレンジャー Jūken Sentai Gekirenjā; Oddział Zwierzęcej Pięści Gekiranger) – japoński serial z gatunku tokusatsu z roku 2007. Jest trzydziestym pierwszym serialem z sagi Super Sentai stworzonym przez Toei Company. Emitowany na kanale TV Asahi w latach 2007–2008, serial liczy 49 odcinki. Jego amerykańską wersją jest serial Power Rangers Furia Dżungli.
Każdy odcinek zaczyna się słowami narratora, które stanowią skróconą wersję fabuły: "Poczuj w sobie zwierzę. Stwórz z jego mocy sztukę walki – Jūken. Przeciwko sobie walczą dwie szkoły Jūken. Jedna, ze sprawiedliwym Jūken – Gekijūken Beast Arts. Druga, ze złym Jūken – Rinjūken Akugata. Ciągle walczący wybrańcy losu codziennie starają się sięgnąć szczytów – uczą się, zmieniają się!" (jap. 獣を心に感じ、獣の力を手にする拳法、“獣拳”。獣拳に、相対する二つの流派あり。一つ、正義の獣拳“激獣拳ビーストアーツ”。一つ、邪悪な獣拳“臨獣拳アクガタ”。戦う宿命の拳士たちは、日々、高みを目指して、学び、変わる！ Kemono o kokoro ni kanji, kemono no chikara o te ni suru kenpō – Jūken. Jūken ni aitaisuru futatsu no ryūha ari. Hitotsu, seigi no Jūken – Gekijūken Bīsuto Ātsu. Hitotsu, jaaku na Jūken – Rinjūken Akugata. Tatakau shukumei no kenshi-tachi wa, hibi, takami o mezashite, manabi, kawaru!).

## Fabuła
4 tysiące lat temu w Chinach powstała sztuka walki zwana Jūken (jap. 獣拳; dosł' Pięść Zwierząt). Jej twórcą był tajemniczy Brusa Ee, który później wyemigrował do Japonii i tam założył Wioskę Początku. Jūken opiera się na naśladowaniu zwierząt i tym samym osiąganiu wewnętrznego spokoju.
Brusa miał 10 uczniów. Trójka z nich zdecydowała się używać Jūken przeciw ludziom i przemieniła się w demony o nazwie Kenma (拳魔). Pozostała siódemka zwana Kensei (拳聖) twierdziła natomiast że prawdziwa siła może pochodzić tylko z wnętrza człowieka. Po zabójstwie Brusy powstały dwa style Jūken: Rinjūken (臨獣拳, Przeciwny Styl Bestii) stworzony przez trójkę buntowników i Gekijūken (激獣拳, Styl Wściekłej Bestii) stworzony przez pozostałą siódemkę. Wybuchła wojna między obydwoma stylami, którą wygrali Kensei i zapieczętowali złe Rinjūken.
Kilka tysięcy lat później jeden z Kensei o imieniu Sza Fu miał czwórkę uczniów: Dana, Rio, Miki i Gō. Rio uznał, że nauki Sza Fu niewiele mu pomogą w zdobyciu siły, więc postanowił zabić Dana, wskrzesić Kenma i pozostałych z Rinjūken i tym samym przeszedł na złą stronę. Natomiast Gō, który został uznany za zabitego, zniknął w dziwnych okolicznościach. Razem z Miki Sza Fu tworzy technologię Gekirangersów aby walczyć z Rio. Jego uczniami stają się: młodszy brat Gō – Retsu i młoda biegaczka Ran. Tymczasem Miki lecąc samolotem rozbija się w dżungli, gdzie zostaje zaatakowana przez Rinshi. Z opresji wybawia ją dziwny młodzieniec Jan, który został wychowany w dżungli przez tygrysy. Jan dołącza do Retsu i Ran i razem z nimi walczy przeciwko Rio i jego wspólniczce Mere.

## Gekirangersi
- Jan Kandō (jap. 漢堂 ジャン Kandō Jan) / Geki Czerwony (jap. ゲキレッド Geki Reddo; Geki Red) – motor działania, lecz nie lider grupy, użytkownik Stylu Tygrysa. Nosi przydomek "Niezniszczalne Ciało" (Unbreakable Body). Młodzieniec wychowany przez tygrysy w dżungli koło Wioski Początku. Syn Dana, Jan jako jedyny przeżył atak Ronga na wioskę. Potwór chciał go zabić, jednak wcześniej obiecał Rio, że syn Dana dokończy ich pojedynek. Od tamtej pory Jan i Rio są rywalami. Jan potrafi wyczuwać Ki i jest bardzo odporny na jakikolwiek ból, więc w drużynie jest "Ciałem". Nie zna japońskiego na tyle dobrze, żeby móc swobodnie się porozumiewać, ale za to do opisywania używa różnych dziwnych słów (np. zowa-zowa, niki-niki, bishi-bishi, zbiornie zwane przez fanów "językiem Jana"). Wszystkich mistrzów nazywa od ich zwierzęcej postaci (np. Sharkiego – Rekinem, Gorriego – Małpą). Odbył praktyki u Sharkiego Chana i został mistrzem Stylu Rekina. Kiedy Sza Fu został porwany przez Kenma, Jan poznał Goriego Yena, który nauczył go Stylu Goryla, i tym samym Jan wyćwiczył swoje Serce i mógł przejść do trybu Super Geki Czerwonego (jap. スーパーゲキレッド Sūpā Geki Reddo; Super Geki Red). Jan jako pierwszy pokazał swoje postępy pokonując Maku, jednego z Kenma. Kiedy poznał tajemnicę Dana i Rio zaniechał walki, jednak Sza Fu uświadomił mu, że powinien dalej działać. Odbywa pojedynek z Rio i wygrywa go, jednak tym samym Jan odkrył, że to nie Rio jest jego wrogiem. Przypomniał sobie wydarzenia z dzieciństwa i postanowił zemścić się na Rongu. Powiedział Rio, aby szedł własną drogą razem z Mere i wspólnymi siłami pokonali Ronga. Kiedy Rio umiera, Jan zakłada na rękę Bransoletki Kenma. W ostatnim odcinku dusza Maku wstępuje w ciało chłopaka i uczy go Stylu Niedźwiedzia. Jan i jego towarzysze zyskują maksymalną moc, którą pokonują i zamykają Ronga. Jan postanowił wziąć na siebie odpowiedzialność za trzymanie tego potwora w zamknięciu i wyrusza w świat.
  - Gekijū: Geki Tygrys, Geki Rekin, Geki Goryl
  - Broń: Geki Changer, Geki Nunchaku, Geki Szabla, Super Geki Szpon

- Ran Uzaki (jap. 宇崎 ラン Uzaki Ran) / Geki Żółty (jap. ゲキイエロー Geki Ierō; Geki Yellow) – użytkowniczka Stylu Geparda. Nosi przydomek "Szczere Serce" (Honest Heart). Pracowniczka SCRTC, dawna biegaczka. Pochodzi z bogatej rodziny, która posiada dōjō. Jej matka pozwoliła jej dalej trenować, tylko że nakazała znaleźć jej sobie męża. Na początku Ran twierdziła, że nie nadaje się do praktykowania Jūken, jednak Sza Fu powiedział żeby nie poddawała się. Do wszystkiego przykłada się z pasją i zaangażowaniem więc w drużynie jest "Sercem". Odbyła praktyki u Elehana Kimpo i opanowała Styl Słonia. Kiedy Sza Fu został porwany przez Kenma, Ran poznała Michelle Peng, która nauczyła ją Stylu Pingwina. Tym samym Ran wytrenowała swoją Technikę i mogła przejść do trybu Super Geki Żółtego (jap. スーパーゲキイエロー Sūpā Geki Ierō; Super Geki Yellow). Ran została wyznaczona przez Mistrza Sza Fu na przywódczynię grupy, jednak zwykle to Jan kieruje zespołem. W ostatnim odcinku do ciała dziewczyny wchodzi Kata i uczy ją Stylu Jastrzębia. Ran i reszta otrzymują maksymalną moc, którą pokonują i zamykają Ronga. Ran i Retsu postanowili zostać w SCRTC i nauczać dzieci sztuk walki.
  - Gekijū: Geki Gepard, Geki Słoń, Geki Pingwin
  - Broń: Geki Changer, Geki Tonfa, Geki Młot, Super Geki Szpon

- Retsu Fukami (jap. 深見 レツ Fukami Retsu) / Geki Niebieski (jap. ゲキブルー Geki Burū; Geki Blue) – użytkownik Stylu Jaguara. Nosi przydomek "Fantastyczna Technika" (Fantastic Technique). Pracownik SCRTC, młodszy brat Gō. Retsu przez całe dzieciństwo myślał, że to Rio zabił mu brata, z tego powodu ma traumę i jednocześnie nienawidzi Rio. Gdy dorósł, chciał malować, jednak z powodu wspomnień o Gou postanowił nauczyć się sztuk walki, jednak nie dla zemsty. Retsu na początku był chłodny i tajemniczy dla Ran i Jana, jednak z biegiem czasu trójka staje się sobie bliska. Mimo to jest opanowany i spokojny, do wszystkiego podchodzi z elegancją i dokładnością. U Retsu góruje sposób walki więc w grupie jest "Techniką". Odbył praktyki u Bata Li i opanował Styl Nietoperza. Kiedy Sza Fu został porwany przez Kenma, Retsu poznał Biona Biao, który nauczył go Stylu Gazeli. Tym samym Retsu wyćwiczył swoje Ciało i mógł przejść do trybu Super Geki Niebieskiego (jap. スーパーゲキブルー Sūpā Geki Burū; Super Geki Blue). W ostatnim odcinku dusza Rageku wchodzi do ciała chłopaka i uczy go Stylu Meduzy. Retsu i pozostali otrzymują maksymalną moc, którą pokonują i zamykają Ronga. Retsu postanowił wraz z Ran nauczać Jūken dzieci.
  - Gekijū: Geki Jaguar, Geki Nietoperz, Geki Gazela.
  - Broń: Geki Changer, Geki Tonfa, Geki Wachlarz, Super Geki Szpon

- Gō Fukami (jap. 深見 ゴウ Fukami Gō) / Geki Fioletowy (jap. ゲキバイオレット Geki Baioretto; Geki Violet) – starszy brat Retsu i użytkownik tzw. Shigeki (jap. 紫激気) – nieco przekształconego Stylu Wilka. Zwany jest "Żelazną Wolą" (Iron Will). Był uczniem Dana i Sza Fu wraz z Miki i Rio. Pierwszy raz w serialu pojawił się w 22 odcinku. Gō jest nadopiekuńczy w stosunku do Retsu, ponieważ bracia będąc dziećmi stracili rodziców. Retsu złożył mu obietnicę, że nigdy nie będzie próbował nauczyć się Jūken. Wszyscy myśleli, że Gō zginął w pojedynku z Rio, jednak użył zakazanej techniki pieczętowania, którą niegdyś zniewolono Kenma. Niestety nie użył jej poprawnie i kilka lat włóczył się pod postacią wilkołaka. Kiedy już odzyskał ludzką postać trudno było mu zrozumieć, że brat złamał przysięgę. Gō w przeciwieństwie do pozostałych nie ma w sobie pasji dla sprawiedliwości i używa Jūken tylko dla siebie, co spowodowało powstanie Shigeki. Jednak Sza Fu stwierdził, że Gō ma w sobie trochę pasji i nakazał Miki stworzyć mu Gong Changera działającego na bazie Shigeki, dzięki któremu Gō stanie się Geki Fioletowym. Po namyśleniu się Gō zdecydował się dołączyć do drużyny jako czwarty Gekiranger. Dalej pragnie pojedynku z Rio, jednak powoduje to sprzeczkę z Janem, który z nich ma go pokonać. Po wygranej bitwie z Rongiem, Gō wyrusza w podróż wraz z Bae. Jest pierwszym fioletowym wojownikiem w Sentai.
  - Gekijū: Geki Wilk (jest zdolny do wezwania także Geki Tygrysa i Geki Jaguara)
  - Broń: Gong Changer

- Ken Hisatsu (jap. 久津 ケン Hisatsu Ken) / Geki Siekacz (jap. ゲキチョッパー Geki Choppā; Geki Chopper) – biały Gekiranger, dołączył do grupy w 27 odcinku. Zwany "Niesamowitą Zdolnością" (Amazing Ability), Ken to geniusz sztuk walki, który używa Stylu Nosorożca. Wcześniej tego stylu używał sam Brusa Ee. Pochodzi z Wioski Początku, ma siostrę i ojca, który należy do Majstrów SCRTC. Uwielbia kotlety menchikatsu. Z początku to właśnie Ken miał pomóc Ran i Retsu, ale uszkodził swojego Geki Changera i był niezdolny do przemiany. Na dodatek by zarobić na podróż, Ken sprzedał mieczyk Sōjūtō – pamiątkę po Brusie, którą dostał od Sza Fu. Jest to młody lekkoduch, który ciężko trenuje swoje zdolności. Z charakteru jest nieco podobny do Jana, ale nieco bardziej opanowany. Ken potrafi wykonać bardzo trudną technikę zwaną Geki Kenzan, która powoduje, że dłoń pod wpływem Geki staje się ostra niczym diament. Odzyskał Sōjūtō i wyzwolił Sai Daina – mitycznego nosorożca stworzonego przez Brusę. Podczas Wigilii, Ken wyzwolił swoją Kageki. Po pokonaniu Ronga, Ken powraca do rodziny. Jego nazwisko znaczy "Zabójcza Technika".
  - Gekijū: Sai Dain
  - Broń: Geki Changer, Saiblade, SōJūTō

### Kensei
Kensei (拳聖, Święci Pięści) to siódemka byłych uczniów Brusy Ee, którzy stworzyli Gekijūken. Walczyli przeciwko trójce swych kolegów, którzy stali się Kenma i stworzyli złą Rinjūken. Kensei odnieśli pyrrusowe zwycięstwo nad Kenma pieczętując ich, lecz przez wykonanie zakazanej techniki stracili swą ludzką postać i zmienili się w humanoidalne zwierzęta. Dodatkowo rozpostarli barierę energetyczną nad Wioską Początku, dzięki czemu Akugata nie mogła się do niej dostać. Po tym wydarzeniu przysięgli, że nie będą dalej walczyć. Osłona została zniszczona przez Rio za pomocą Sōjūtō, który spalił Wioskę Początku zaś Kenma zamknęli Kensei w kamieniu. Po śmierci Maku Kensei wydostali się z więzów.
- Mistrz Sza Fu (jap. マスター・シャーフー Masutā Shā Fū) – mentor Gekirangersów, lider Kensei. Mistrzowsko opanował wszystkie 3 aspekty do stworzenia idealnego Geki: Ciało, Serce i Technikę. Do walki używa Stylu Żbika. Przypomina humanoidalnego karakala. Za młodu podkochiwała się w nim Rageku, przyjaźnił się z Maku. Sza Fu miał być według Brusy jego następcą, jednak odmówił, twierdząc że Maku lepiej się do tego nadaje. Maku uznał, że Sza Fu przesadził z dobrocią i tym samym ich przyjaźń się skończyła. Sza Fu jest nazywany przez Jana "kotem", lubi być drapanym po plecach. Uważa że samo życie jest treningiem i uczy podopiecznych aby czerpać z niego garściami.

- Elehan Kimpo (jap. エレハン・キンポー Erehan Kinpō) – drugi Kenshi, który pojawił się w serialu. Jest użytkownikiem Stylu Słonia, który polega na walce chińskim młotem bojowym. Przypomina humanoidalnego słonia. Jest nieco zboczonym mistrzem mieszkającym w górach. Kiedy trójka dostarczyła dla niego paczkę od Sza Fu, zakochał się w Ran i postanowił nauczyć ją Stylu Słonia. Jego imię jest nawiązaniem do chińskiego aktora Samma Hunga.

- Bat Li (jap. バット・リー Batto Rī) – trzeci Kensei. Użytkownik Stylu Nietoperza, który opiera się na elegancji, tańcu, walce wachlarzem a przede wszystkim na całkowitej harmonii ciała i ducha. Przypomina humanoidalnego nietoperza. Jest nieco ślepy, nerwowy i ekscentryczny, więc lubi wisieć do góry nogami aby zlikwidować stres. Z początku odmówił nauczania Retsu, jednak gdy zobaczył go w akcji zgodził się. Jego imię jest nawiązaniem do Jeta Li.

- Sharkie Chan (jap. シャッキー・チェン Shakkī Chen) – czwarty Kensei. Użytkownik Stylu Rekina, który opiera się na zapasach i walce szablami. Wesoły, emocjonalny osobnik. Przypomina humanoidalnego rekina i mieszka na bezludnej wyspie. Kiedy Gekirangersi przybywają na jego wyspę, organizuje dla nich rejs łódką w niebezpiecznych warunkach. Widząc siłę Jana, Sharkie postanawia nauczyć go Stylu Rekina. Obydwaj stają się bardzo zżyci gdyż mają podobne osobowości. Jego imię jest nawiązaniem do Jackiego Chana.

- Gorie Yen (jap. ゴリー・イェン Gorī Yen) – jeden z Trójki Mistrzów, zwany "Gorejące Serce". Mistrz Stylu Goryla. Jest antropomorficznym gorylem lubiącym banany. Nosi okulary. Kiedy Sza Fu został porwany, Gorie powrócił z Nowego Jorku by wyszkolić trójkę wojowników tak, aby po mistrzowsku władali Ciałem, Sercem i Techniką. Został trenerem Jana, który miał wyćwiczone Ciało i Technikę, ale nie miał w sobie Serca. Nauki Goriego pomogły Janowi zostać Super Geki Czerwonym. Imię Goriego jest nawiązaniem do chińskiego aktora Donny'ego Yena.

- Bion Biao (jap. ピョン・ピョウ Pyon Pyō) – jeden z Trójki Mistrzów, zwany "Nieśmiertelne Ciało". Mistrz Stylu Gazeli. Jest antropomorficzną gazelą. Kiedy Sza Fu został porwany, Bion powrócił z Kenii by wyszkolić trójkę wojowników tak, aby po mistrzowsku władali Ciałem, Sercem i Techniką. Został trenerem Retsu, który miał wyćwiczone Serce i Technikę, ale miał zaległości w odporności Ciała. Jego nauki pomogły Retsu zostać Super Geki Niebieskim. Imię Biona jest nawiązaniem do chińskiego aktora Yuena Biao.

- Michelle Peng (jap. ミシェル・ペング Misheru Pengu) – jedyna kobieta w Kensei, jedna z Trójki Mistrzów, zwana "Pierwszorzędna Technika". Mistrzyni Stylu Pingwina. Jest antropomorficzną pingwinicą, z charakteru wesołą i dziecinną, lecz niekiedy straszną. Kiedy Sza Fu został porwany, Michelle powróciła ze Szwecji by wyszkolić trójkę wojowników tak, aby po mistrzowsku władali Ciałem, Sercem i Techniką. Została trenerką Ran, która miała wyćwiczone Serce i Ciało, ale miała kiepską Technikę. Nauki Michelle pomogły Ran zostać Super Geki Żółtym. Imię Michelle jest nawiązaniem do chińskiej aktorki Michelle Yeoh.

### Pomocnicy
- Miki Masaki (jap. 真咲 美希 Masaki Miki) – szefowa korporacji SCRTC, odpowiedzialna za tworzenie całego wyposażenia Gekirangersów. Była uczennica Dana i Sza Fu, do walki używa Stylu Lamparta. Ma córkę Natsume, która jest koleżanką Jana. Podobnie jak Ran nie przepada za Elehanem.
- Robo Tough (jap. ロボタフ Robo Tafu) – robot treningowy, skonstruowany przez Miki.
- Bae (jap. バエ) – antropomorficzna mucha ubrana w strój sędziego bokserskiego. Jest użytkownikiem Stylu Muchy. Pojawia się podczas walki robotów Gekirangersów przeciw powiększonym żołnierzom Akugaty i ją komentuje. Podczas Rebelii Gekirin Bae odbywał walkę przeciw Mere podczas której wykonał tą samą zakazaną technikę, co Kensei i przez to przemienił się w obecną postać. Mere zjadła go i od tamtej pory Bae siedzi w jej brzuchu. Z racji tego, że został wskrzeszony wraz z nią, Bae ma krótki czas życia po wyjściu z jej żołądka, więc musi do niej ciągle wracać.
- Kentarō Hisatsu (jap. 久津 権太郎 Hisatsu Kentarō) – ojciec Kena, należy do tzw. SCRTC Majstrów – wyspecjalizowanych pracowników SCRTC.
- Dan (jap. ダン) – ojciec Jana, uczeń Sza Fu i starszy stażem kolega Gō, Miki i Rio. Był mistrzem Stylu Białego Tygrysa, tak go też zwano. Rio widział w nim nie tylko wzór, ale też rywala, więc postanowił go pokonać. Niestety Dan zmarł, nie wskutek ran z walki z Rio, ale przez niespodziewany atak Ronga. Dan konając powiedział Rio, że walkę za niego dokończy jego zaginiony syn. Jego ciało zostało pochowane, jednak Rong wydobył z grobu jego Geki i stworzył z niego pozbawionego myśli potwora zwanego Sūgu.
- Brusa Ee (ブルーサ・イー Burūsa Ī) – twórca Jūken, użytkownik Stylu Nosorożca, mistrz Kensei i Kenma. Wybrał Sza Fu na swego następcę ze względu na jego zdolności, jednak ten odmówił i zaproponował zamiast siebie swego przyjaciela – Maku. Ten jednak uznał, że Sza Fu zrobił to nie ze względu na jego zdolności, lecz na ich przyjaźń, poczuł się urażony i ze wściekłości zabił Brusę. Zachowanie Maku spowodowało podział na Gekijūken i Rinjūken. Dusza Brusy została umieszczona w Sai Dainie, wielkim nosorożcu, którego otrzymał Ken Hisatsu – następca Brusy w Stylu Nosorożca. Jego motto brzmi "Nie myśl o czymś, po prostu to czuj" – drogą tą podąża Sza Fu, a także Jan i Ken. Jego imię jest nawiązaniem do Bruce'a Lee, a także przez dwie ostatnie sylaby do japońskiej nazwy nosorożca- sai (犀).

## Arsenał
- Geki Changer (ゲキチェンジャー Geki Chenjā): moduł transformacji pierwszej trójki w postaci dwóch takich samych rękawic. Pozwala im także na użycie ataków zasilanych mocą Geki. Ken również go posiada, ale nie używa go do przemiany, lecz do wzywania Saiblade'a.
- Geki Tonfa (ゲキトンファ): podstawowa broń Geki Niebieskiego i Geki Żółtego w postaci dwóch tonf. Mogą połączyć się w kij.
- Geki Nunchaku (ゲキヌンチャク): podstawowa broń Geki Czerwonego.
- Geki Bazooka: jest to działo do którego obsługi potrzebna jest energia trójki Gekirangersów. Jedna z najsilniejszych broni drużyny.
- Geki Młot (ゲキハンマー Geki Hanmā, Geki Hammer): broń Geki Żółtego. Jest to kula zawieszona łańcuchem na młocie, którą się odbija. Ran zdobyła go po treningu z Elehanem.
- Geki Wachlarz (ゲキファン Geki Fan): broń Geki Niebieskiego. Jest to wachlarz bojowy. Retsu zdobył go po treningu z Batem Li.
- Geki Szabla (ゲキセイバー Geki Seibā, Geki Saber): broń Geki Czerwonego. Są to dwie szable, które mogą połączyć się w jedną. Jan zdobył tę broń po treningu z Sharkiem.
- Super Geki Szpon (スーパーゲキクロー Sūpā Geki Kurō): jest to specjalna broń, która pozwala Janowi, Ran i Retsu wyzwolić Kageki i stać się Super Gekirangersami. Cała trójka otrzymała je po treningu z Trójką Mistrzów. Jan może pożyczyć od Kena jego broń i połączyć ją z Geki Szponem tworząc Super Saiblade.
- Gong Changer (ゴングチェンジャー Gongu Chenjā): specjalna bransoletka w kształcie wilczego pyska dzięki której Gō może zmienić się w Geki Fioletowego.
- Saiblade (サイブレード Saiburēdo): broń a zarazem moduł przemiany Geki Siekacza. Posiada 3 funkcje: Ostrza, Karabinu i Przemiany. Saiblade może połączyć się z Super Geki Szponem w Super Saiblade.
- Sōjūtō (操獣刀): krótki mieczyk, którym Ken kontroluje Sai Daina. Wcześniej należał do Brusy. Potrafi zniszczyć bariery Geki.

### Gekijū
- Geki Tygrys (jap. ゲキタイガー Geki Taigā) – główna bestia Geki Czerwonego. Formuje głowę, tors, uda i ręce Geki Tōjy. Może być wyzwolony także przez Geki Fioletowego.
- Geki Gepard (jap. ゲキチーター Geki Chītā) – główna bestia Geki Żółtego. Formuje dolną część prawej nogi Geki Tōjy.
- Geki Jaguar (jap. ゲキジャガー Geki Jagā) – główna bestia Geki Niebieskiego. Formuje dolną część lewej nogi Geki Tōjy. Może być wyzwolony także przez Geki Fioletowego.
- Geki Słoń (jap. ゲキエレファント Geki Erefanto) – druga bestia Geki Żółtego. Może połączyć się z Geki Tōją i Geki Ogniem.
- Geki Nietoperz (jap. ゲキバット Geki Batto) – druga bestia Geki Niebieskiego. Może połączyć się z Geki Tōją i Geki Ogniem.
- Geki Rekin (jap. ゲキシャーク Geki Shāku) – druga bestia Geki Czerwonego. Może połączyć się z Geki Tōją i Geki Ogniem.
- Geki Goryl (jap. ゲキゴリラ Geki Gorira) – trzecia bestia Geki Czerwonego, którą może wyzwolić będąc w formie Super. Formuje głowę, tors, uda i ręce Geki Ognia.
- Geki Pingwin (jap. ゲキペンギン Geki Pengin) – trzecia bestia Geki Żółtego, którą może wyzwolić będąc w formie Super. Formuje dolną część prawej nogi Geki Ognia.
- Geki Gazela (jap. ゲキガゼル Geki Gazeru) – trzecia bestia Geki Niebieskiego, którą może wyzwolić będąc w formie Super. Formuje dolną część lewej nogi Geki Ognia.
- Geki Wilk (jap. ゲキウルフ Geki Urufu) – główna bestia Geki Fioletowego. Może zastąpić Geki Geparda na miejscu prawej nogi Geki Tōjy. Wtedy jest to Geki Tōja Wilk.
- Sai Dain (jap. サイダイン Sai Dain) – nie jest to właściwie Gekijū, ale ogromna bestia-nosorożec wykuta w skale przez Kensei za pomocą Sōjūtō. W niej umieszczona została dusza Brusy. Jest bestią Geki Siekacza. Sai Dain będzie posłuszny bezpośredniemu kontynuatorowi Brusy. Geki Siekacz może wezwać go za pomocą Sōjūtō. Może przekształcić się w Sai Daiō.

### Giganty Jūken
- Geki Tōja (jap. 獣拳巨人ゲキトージャ Jūken Kyojin Gekitōja) – pierwszy robot drużyny. Jest połączenie Geki Tygrysa, Jaguara i Geparda. Tygrys formuje głowę, ręce tors i uda robota, Jaguar lewą a Gepard prawą nogę. Jest to w zasadzie pierwszy główny robot w Sentai, który nie posiada miecza i który używa własnego ciała do walki aniżeli broni. Mimo to jest uzbrojony w sansetsukon. Posiada szereg ostatecznych technik.
  - Geki Słoń Tōja (jap. ゲキエレファントージャ Gekierefantōja; Geki ElephanTōja) – połączenie Geki Tōjy z Geki Słoniem, który formuje zbroję oraz broń – kulę na łańcuchu.
  - Geki Nietoperz Tōja (jap. ゲキバットージャ Gekibattōja) – połączenie Geki Tōjy z Geki Nietoperzem, który formuje zbroję i skrzydła robota..
  - Geki Rekin Tōja (jap. ゲキシャークトージャ Gekishākutōja; Geki SharkTōja) – połączenie Geki Tōjy z Geki Rekinem, który formuje zbroje oraz szable robota.
  - Geki Rin Tōja (jap. ゲキリントージャ Gekirintōja) – połączenie Geki Tōjy z Rin Lwem i Rin Kameleonem. Pierwszy raz pojawia się w filmie kinowym, gdzie trójka Gekirangersów wraz z Rio i Mere pokonała Mechung-Fu. Rin Lew formuje zbroję oraz miecz robota zaś Rin Kameleon doczepia się do lewej ręki tworząc wyrzutnię liny.
  - Geki Tōja Wilk (jap. ゲキトージャウルフ Gekitōjaurufu; Geki Tohja Wolf) – jest to alternatywna wersja Geki Tōjy, jakby osobisty robot Geki Fioletowego. Kiedy Gō nauczył się wzywać Geki Tygrysa i Geki Jaguara mógł je odtąd połączyć z Geki Wilkiem. Formacja jest praktycznie taka sama jak Geki Tōja, z tym że Wilk wchodzi na miejsce Geki Geparda. Czasem pilotowany na spółkę z pozostałymi Gekirangersami, najczęściej z Kenem.
  - Geki Rin Tōja Wilk (jap. ゲキリントージャウルフ Gekirintōjaurufu) – jest to Geki Rin Tōja, tylko zamiast Geki Geparda jest Geki Wilk. Ma praktycznie te same moce co Geki Rin Tōja. Pojawił się 2 razy: pierwszy w filmie Gekiranger VS Boukenger (pilotowany przez Gō, Rio, Mere i Kena), drugim razem występuje w Go-Onger VS Gekiranger, gdzie tym razem pilotują go wszyscy Gekirangersi, Rio i Mere.
- Geki Ogień (jap. 剛力巨人ゲキファイヤー Gōriki Kyojin Gekifaiyā; Geki Fire) – drugi robot drużyny. Połączenie Geki Goryla, Geki Gazeli i Geki Pingwina. Może być utworzony przez Super Gekirangersów i jest zasilany przez ich Kageki. Podobnie jak Geki Tōja, Geki Ogień używa siły swojego ciała do walki.
  - Geki Rekin Ogień (jap. ゲキシャークファイヤー Gekishākufaiyā; Geki SharkFire) – połączenie Geki Ognia i Geki Rekina.
  - Geki Słoń Ogień (jap. ゲキエレファントファイヤー Gekierefantofaiyā; Geki ElephantFire) – połączenie Geki Ognia i Geki Słonia.
  - Geki Nietoperz Ogień (jap. ゲキバットファイヤー Gekibattōfaiyā; Geki BatFire) – połączenie Geki Ognia i Geki Nietoperza.
- SaiDaiŌ (jap. 獣拳巨神サイダイオー Jūken Kyojin SaidaiŌ) – prawdziwa forma SaiDaina. Jest to osobisty robot Geki Siekacza przypominający rycerza. Uzbrojony jest w tarczę i miecz powstały z rogu SaiDaina. Może połączyć się z innymi bestiami.
  - Saidai Geki Tōja (jap. サイダイゲキトージャ Saidaigekitōja) – połączenie SaiDaina, Geki Tōjy i Geki Wilka.
  - Saidai Geki Ogień (jap. サイダイゲキファイヤー Saidaigekifaiyā) – połączenie SaiDaina, Geki Ognia i Geki Wilka.
  - Saidai Geki Rin Tōja (jap. サイダイゲキリントージャ Saidaigekirintōja) – najsilniejsza kombinacja w serialu. Jest to połączenie SaiDaina, Geki Wilka oraz Geki Rin Tōjy.

## Rinjūken Akugata
Rinjūken (jap. 臨獣拳) podobnie jak Gekijūken opiera się na naśladowaniu ruchów zwierząt, jednak energia Czi pochodzi od zła jej użytkownika. Dobór walczących polega na selekcji naturalnej, mówiąc krótko trening mają przetrwać tylko najsilniejsi. Nazwa stylu oznacza Przeciwna Pięść Bestii. Jej praktykanci przebywają w Świątyni Rinjū (臨獣殿 Rinjūden).
- Rio/Czarny Lew Rio (jap. 理央／黒獅子リオ Rio/Kurojishi Rio) – młody przywódca Akugaty, mistrz Stylu Lwa. Posiada czarno-złotą zbroję powstałą z jego własnej Rinki. Jego głównym celem jest dążenie do niewyobrażalnej siły i zniszczenie Gekijūken. Gdy był mały stracił rodziców i został przygarnięty przez Sza Fu. Uznał, że musi stać się silnym żeby nie doświadczyć podobnej straty drugi raz. Kiedy poznał Dana chciał przetestować na nim swą siłę, myśląc, że stanie się lepszym walcząc z wojownikami tak dużego kalibru. Odkrywając, że Gekijūken nie spełnia jego wymagań, obrócił się na stronę Rinjūken i do mistrzostwa opanował Styl Lwa. Postanowił walczyć z Danem, jednak okazało się, że ten został śmiertelnie ranny podczas ataku Ronga. Przed śmiercią obiecał Rio, że walkę dokończy jego syn – Jan. Ukrył się w Świątyni Rinjū i stamtąd wskrzeszał upadłych mistrzów Akugaty aby pokonać Gekirangersów. Sam jest dla nich bardzo trudnym przeciwnikiem; rywalizacja Jana i Rio jest jednym z głównych wątków serialu. Gdy Geki Czerwony osiągnął Kageki, Rio porwał Sza Fu by wytłumaczył mu, jak osiągnąć Kageki w wersji Rinjūken – Dorinki. Mistrz powiedział mu, że jego dążenia do Dorinki blokuje jego własny strach. Młodzieniec ze zdenerwowania próbował zabić Retsu i Ran, ale poniósł porażkę z rąk Jana. Widząc to, trzej Kenma skazują go na banicję wraz z Mere. Gdy pojawiają się dwaj nowi Gekirangersi, Rio i Mere otrzymują propozycję od Ronga aby przyłączyli się do Genjūken i poznali nową, przerażającą moc. Rio miałby stać się Królem Genjū, jednak przez dłuższy czas zwlekał z zamianą Rinki na Genki, gdyż nie ufał Rongowi. Kiedy Jan dowiedział się, że to Rio spowodował śmierć jego ojca, ten postanawia w końcu stać się Królem Genjū i opanowuje Styl Gryfa. Teraz do jego dążeń dołączyło odbycie ostatecznego pojedynku z Janem, którego Dan wyznaczył do dokończenia ich walki. Rio po pokonaniu Gō i przegranej z Janem stał się gigantycznym potworem, którego nie mógł pokonać nawet Saidaiō, jednak zrobiły to jego uczucia do Mere. Chłopak poniósł kolejną porażkę, jednak Jan wyjawił mu, że Rio żył do tej pory będąc bez przerwy oszukiwanym. Rio i Mere przyłączyli się do SCRTCH i zniszczyli Świątynię Rinjū. Kiedy Rio, Mele, Gekirangersi i Szafu wrócili w miejsce, gdzie Rio stracił rodzinę pojawił się Rong i wyjawił im, że to on zaatakował wcześniej Dana i kilka tysięcy lat temu doprowadził Maku do podzielenia Jūken. Kiedy po pokonaniu Ronga przez połączone siły Gekirangersów i dwójki wojowników Rinjūken ten wskrzesił się i pożarł San'yo, Mere poświęca swoje życie. Rozwścieczony Rio decyduje się zniszczyć Ronga całkowicie, mimo sprzeciwu Gekirangersów. Nie udaje mu się to i w końcu umiera i dołącza w zaświatach do Mere. Kilka lat później wskrzeszona dwójka bierze udział w Bitwie Legend, gdzie poświęca swoje moce. Jego imię pochodzi od łacińskiej nazwy lwa – leo.

- Mere (jap. メレ) – mistrzyni Stylu Kameleona. Jest zakochana w Rio, który wskrzesił ją 10 lat wcześniej i stara się mu być wierna i oddana do granic możliwości. Niestety on początkowo nie odwzajemnia jej uczuć, a wskrzesił ją dlatego, że posiadała moc równą jemu. Jest okrutna i złowroga. Znęcanie się nad słabszymi sprawia jej przyjemność. Jest odpowiedzialna za plany działania wskrzeszonych Rinshi i może poradzić sobie ze zbuntowanymi podwładnymi. Rywalizuje z Retsu i Ran. Podobnie jak Rio, Mere posiada formę bojową, jednak Rio sądzi, że jest ona mimo to słabsza od jego. Chłopak wykazuje przejawy szacunku do niej z powodu jej wierności. Po wskrzeszeniu Kenma, Mere podejrzewała, że chcą się pozbyć jej i Rio za ciągłe porażki, jednak stała się uczennicą Rageku. Powiedziała Rio, że Sza Fu miał częściowo rację na temat jego niemożności w osiągnięciu Dorinki. Po porażce z Super Gekirangersami, Mere wraz z Rio zostają zdegradowani w Akugacie i postanawiają obalić Maku. Mere spotyka tajemniczego Ronga – mistrza Genjūken, który powiedział jej, że może pomóc Rio w pokonaniu Maku. Gdy Gekirangersi pokonali Kenma, Rong postanawia ofiarować Rio i Mere nowe moce i przyłączyć ich do Genjūken, w której Rio stałby się wszechpotężnym Królem Genjū. Po zamianie Rinki na Genki Mere opanowała Styl Feniksa i stała się Shigenshō. Mimo że przyjęła nową moc, to o możliwość zdradzenia Rio podejrzewała też Ronga. Podczas niefortunnej wpadki San'yo odkrywa jego prawdziwe zamiary i w konsekwencji zostaje przez Ronga zaatakowana. Dwójka zostaje ocalona przez Gekirangersów do których następnie się przyłącza. Rio i Mere niszczą Świątynię Rinjū. Gdy pokonany Rong wskrzesza się i wchłania ze sobą San'yo, Mere postanawia poświęcić swe życie w ochronie ukochanego i ginie w walce z Rongiem. Niedługo później w zaświatach dołącza do niej Rio. Mere zostaje kilka lat później wskrzeszona wraz z Rio by stawić czoła Zangyack w Bitwie Legend, gdzie poświęca swe moce. Jej imię pochodzi od japońskiej nazwy kameleona- kamereon.

- Rinshi (jap. リンシーズ Rinshīzu) – istoty podobne do chińskich zombie, właściwie są to wojownicy Jūken, który zginęli podczas wojny, która doprowadziła do podziału na Gekijūken i Rinjūken. Są łatwym przeciwnikiem Gekirangersów. Jeśli jeden z Rinshi pokona odpowiednią liczbę innych Rinshi, ma prawo ściągnąć maskę. Na jego czole pojawia się symbol zwierzęcia, a wojownik staje się Rinrinshim.

- Rinrinshi (jap. リンリンシー Rinrinshī) - Rinshi wyższej rangi, którzy przetrwali pobyt w tzw. Komnacie Sprawdzianu i otrzymali prawo do ściągnięcia maski. Na ich głowach pojawia się symbol zwierzęcia, którego stylu dany wojownik jest mistrzem. Za pomocą techniki Jūjin Jashinhen Rinrinshi przemieniają się w Jūjiny.

### Kenma
- Kata (カタ) – mistrz Stylu Jastrzębia, specjalizuje się w atakach powietrznych i stąd zwany jest Kenmą Powietrza (空の拳魔 Sora no Kenma). Jego moc pochodzi od nienawiści i wewnętrznego zła. Kata był pierwszym z trójki Kenma, który wystąpił w cielesnej postaci wychodząc z grobu będącego skałą chronioną barierą Ki stworzoną przez Sza Fu. Gdy Rio go wskrzesił, Kata był pod wrażeniem jego siły i ideałów. W nagrodę staje się jego mistrzem i doszkala go na prawdziwego przywódcę Akugaty. Kata uważa, że najlepszym treningiem jest walka na śmierć i życie. Kiedy zostaje on pokonany przez ucznia, jego brutalne metody nauczania odciskają piętno na Rio – chłopak staje się z charakteru potworem, co bardzo zaniepokoiło Mere. Kiedy zostaje wskrzeszona Rageku, Kata daje jej błogosławieństwo i wyrusza na Górę Rinjū. Wspólnie z nią niszczy miasto by świętować zwycięstwo ich ucznia nad Gekirangersami, dopóki Rio nie zostaje pokonany przez Super Geki Czerwonego. Kata i Rageku starali się bezskutecznie odwieść wściekłego i upokorzonego Rio od próby wskrzeszenia Maku, co skończyło się dla nich pobiciem, a dla ich uczniów utratę rang w Akugacie. Podczas pożaru Wioski Początku Kata zamienia Kensei w głaz, co rozwścieczyło czwórkę Gekirangersów. Jego ataki iluzji nie są dla Jana problemem, jednak Kata daje się we znaki w powiększonej postaci, gdy Gekirangersi walczą z nim za pomocą GekiTojy Wilka. Zły mistrz był już u progu zwycięstwa, jednak gdy Ken wyzwala Saidaiō, Kata zostaje ostatecznie pokonany i zniszczony. W ostatnim odcinku, kiedy Gekirangersi toczą ostateczną walkę z Rongiem, Kata wchodzi do duszy Ran i uczy ją Stylu Jastrzębia. Podobnież czynią w przypadku Jana i Retsu Maku i Rageku, dzięki czemu trójka Gekirangersów opanowuje wszystkie techniki dziesiątki mistrzów Jūken i zamyka Ronga w złotej kuli. Jego imię jest przestawieniem sylab w słowie taka (鷹) oznaczającym jastrzębia.

- Rageku (ラゲク) – jedyna kobieta wśród Kenma, mistrzyni Stylu Meduzy, specjalizuje się w przyjmowaniu i neutralizowaniu ataków a także atakach z użyciem wody, przez co jest zwana Kenmą Morza (海の拳魔 Umi no Kenma). Jej moc pochodzi od zazdrości i zawiści. Była zakochana w Sza Fu, do którego zwraca się per "Kochanie". Jej zazdrość wzięła się właśnie z jego powodu. Do niższych statusem osób zwraca się zdrobniale. Jako druga osoba z Kenma, Rageku została wskrzeszona z morskich głębin przez Mere, która wraz z Rio stała się jej podopieczną. Uczy ich wyciągania mocy ze swej zazdrości. Wraz z Katą niszcząc miasto postanowiła świętować zwycięstwo swych podopiecznych nad Gekirangerami, dopóki Rio nie został pokonany przez Super Geki Czerwonego. Rageku i Kata starali się bezskutecznie odwieść wściekłego i upokorzonego Rio od próby wskrzeszenia Maku, co skończyło się dla nich pobiciem, a dla jej uczniów wyrzuceniem z Akugaty. Później Rageku wysyła Gekirangersów, Rio i Mere do epoki Edo, a sama podpala Wioskę Początku by zniszczyć miejsce, w którym schowany jest Saidain. Cudem uniknęła śmierci z rąk Geki Siekacza, jednak gdy Maku walczył z Gekirangersami, Rageku została zabita przez Ronga. W ostatnim odcinku, kiedy Gekirangersi toczą ostateczną walkę z Rongiem, Rageku wchodzi do duszy Retsu i uczy go Stylu Meduzy. Podobnież czynią w przypadku Jana i Ran Maku i Kata, dzięki czemu trójka Gekirangersów opanowuje wszystkie techniki dziesiątki mistrzów Jūken i zamyka Ronga w złotej kuli. Jej imię jest przestawieniem sylab w słowie kurage (海月) oznaczającym meduzę.

- Maku (マク) – lider Kenma, mistrz Stylu Niedźwiedzia, specjalizuje się w brutalnych i niebezpiecznych atakach z użyciem siły fizycznej. Jest nazywany Kenmą Lądu (大地の拳魔 Daichi no Kenma). Jego moc pochodzi od furii i szaleństwa, dzięki czemu Maku jest w stanie osiągnąć Dorinki. Był najsilniejszym wojownikiem Rinjūken i pierwszym przywódcą Akugaty. Za młodu on i Sza Fu byli przyjaciółmi. Kiedy Mistrz Brusa wyznaczył Sza Fu na przywódcę dziesiątki swych uczniów, ten odmówił i zaproponował na swe miejsce Maku, który wściekł się, że został wybrany na przywódcę z woli innej osoby, aniżeli z powodu swego talentu. Doprowadził to do tego, że w konsekwencji Maku zabił Brusę. Między nim, Katą i Rageku a pozostałą siódemką wybuchła wojna, która doprowadziła do podziału Jūken. W tym czasie Maku spotkał Ronga, który początkowo chciał wykorzystać go do zniszczenia ludzkości, jednak Maku został pokonany przez Kensei i zapieczętowany w Świątyni Rinjū. Również to właśnie przez Ronga, jak dowiadują się bohaterowie pod koniec serii, Jūken rozpadło się na Gekijūken i Rinjūken. Wbrew woli Katy i Rageku zdesperowany po porażce z Janem Rio postanawia wskrzesić Maku, jednak okazało się, że jego grób był otwarty, a stał za tym Rong. Okazuje się, że Maku nie został wskrzeszony, ponieważ Kensei usunęli z niego jego serce – rubin zwany Ikigimo. Kiedy Rio i Mere odzyskują kamień i wskrzeszają Maku, zaś ten pozbawia chłopaka władzy i degraduje ich, tym samym stając się ponownie liderem Akugaty. Jego arogancja i niechęć do wskazania Rio sposobu na osiągnięcie Dorinki powodują, że chłopak stara się osiągnąć ją samodzielnie i odzyskać władzę. Maku jest świadomy niewierności Rio wobec niego, jednak gdy Rong próbuje go odwieść od walki z nim, wściekły Maku przybywa do Wioski Początku by zabić Rio, jednak spotyka się z brakiem szacunku wobec siebie i z podwyższonym zdolnościami wygnańca. Kiedy Rio zostaje pouczony przez Kensei o zdradzie, Maku powiększa się by ich zabić, jednak przeciwko niemu stają Gekirangersi z Geki Ogniem. Kensei powstrzymują Rio od zdobycia Saidaina, jednak zostają powstrzymani przez Katę, który wkrótce zostaje zabity. Dzięki temu Maku wysysa ich energię i podpala Wioskę Początku. Mimo to Gekirangersi widzą w nim słabość, którą jest jego obsesyjna żądza władzy i chęć pokazania Rio swej wyższości nad nim. Maku zostaje ostatecznie zniszczony w walce z Saidai Geki Ogniem. W ostatnim odcinku, kiedy Gekirangersi toczą ostateczną walkę z Rongiem, Maku wchodzi do duszy Jana i uczy go Stylu Niedźwiedzia. Podobnież czynią w przypadku Retsu i Ran Rageku i Kata, dzięki czemu trójka Gekirangersów opanowuje wszystkie techniki dziesiątki mistrzów Jūken i zamyka Ronga w złotej kuli. Jego imię jest przestawieniem sylab w słowie kuma (熊) oznaczającym niedźwiedzia.

### Jūjin
- Makirika (マキリカ, 1-2) – pierwszy Rinrinshi z jakimi walczyli Gekirangersi. Mistrz Stylu Modliszki, swymi ostrymi przedramionami jest w stanie przeciąć wszystko. W związku ze swym stylem, Makirika przed walką mówi do przeciwnika aby pomodlił się przed śmiercią. Został wysłany by odebrać Miki Masaki Bransoletkę Kenma zanim dostanie się do Wioski Początku i oddać ją Rio. W trakcie walki Miki przeciwko Makirice zjawia się Jan. Po zdobyciu Bransoletki Kenma Makirika postanawia zniszczyć miasto gdzie w powiększonej formie zostaje pokonany przez powiększonego Sza Fu. Mere daje mu drugą szansę, wzmacnia mu siłę, a ten decyduje się zalać miasto poprzez zniszczenie tamy. W końcu Makirika zostaje ostatecznie zniszczony przez nowo uformowanego Gekitōję. Jego imię pochodzi od słowa kamakiri (かまきり) oznaczającego modliszkę.

- Gyūya (ギュウヤ, 3) – drugi Rinrinshi, mistrz Stylu Bawoła, który wydostał się z Komnaty Pojedynków. Walczy naśladując zachowanie byka- szarżuje na przeciwnika z ogromną siłą. Za pomocą swych rogów jest zdolny do łatwego przebicia się przez ściany. Pokonał Jana w pierwszej walce, jednak był zmuszony do odwrotu przez technikę Retsu i szybkość Ran, po czym rozpoczął trening. Gdy Jan potrenował mycie podłogi za pomocą rąk i szmatki z obciążnikami, Gyūya zaatakował ponownie, zaś Retsu i Ran próbowali stawić mu opór. Ostatecznie wzmocniony Jan pokonał Gyūyę jego własną techniką. Po powiększeniu się, potwór został ostatecznie zniszczony przez Gekitōję. Jego imię pochodzi od słowa yagyū (野牛) oznaczającego bawoła.

- Pięć Jadowitych Pięści (五毒拳 Godokuken, 3-9) – elitarna piątka Rinrinshi, specjalizująca się w stylach walki trujących zwierząt. Rio wysłał piątkę do walki przeciw Gekirangersom, jednak miał wobec nich ukryty plan- zabić tego z nich, który posiądzie technikę Ostatecznej Trucizny, którą przejmie na własność.
  - Burako (ブラコ, 3-9) – lider piątki, mistrz Stylu Węża, bazującego na dziwnych ruchach węża oraz naśladowaniu jego ukąszeń z zabójczą dokładnością, za co zyskał przydomek "Zabójcy Jednego Ciosu" (一撃必殺の狙撃手 Ichigeki Hissatsu no Sogekishu). Jest uzbrojony w dwa ostrza, a jego jad powoduje mdłości. W formie Rinrinshi nosi na sobie niebieską szarfę. Podobnież jak wąż chce zdobyć żer większy od siebie, tak Burako chce pokonać Rio i mieć autorytet większy od niego. Po pokonaniu przez Rio żywi do niego urazę i chce dokonać zamachu na jego życie, dzięki czemu przejmie władzę i odnowi Akugatę. Mimo to zostaje zabity przez Mere, jednak wskrzesza się za pomocą Ostatecznej Trucizny w swym prawym kciuku. Wskrzesza Kademu i Moriyę do pomocy, jednak zostają oni powstrzymani przez Mere. Wierna swemu mistrzowi Mere odmawia otrzymania od Burako wiecznego życia, odcina mu trujące palce i ostatecznie zabija. Konając Burako pyta się jej, czy rzeczywiście dobrze ona postępuje będąc wierną Rio. Jego imię pochodzi od słowa kobra, pisanego po japońsku jako kobura (コブラ).
  - Kademu (カデム, 3-5, 9) – mistrz Stylu Wija, dzięki swym licznym owadzim odnóżom jest w stanie zadawać setki bardzo szybkich uderzeń, za co zyskał przydomek "Wielorękiego Szatana" (地獄の手数王 Jigoku no Tekazu Ō). Jego jad powoduje ogromny ból i cierpienie. W formie Rinrinshi nosi na sobie białą szarfę, zaś w potwornej formie na głowie ma papierowy worek. Kademu bazuje na swej szybkości, wszystko co robi stara się zrobić jak najszybciej. Jest pierwszym z piątki, który walczył z Gekirangersami, jednak został pokonany przez Ran w pojedynku na szybkość. Sfrustrowany przegraną ściąga z głowy worek i ujawnia swą prawdziwą, robakowatą twarz. Po powiększeniu zostaje zniszczony przez Gekitōję, ale w 9 odcinku zostaje wskrzeszony przez Burako do zabicia Rio, jednak ostatecznie ginie zabity przez chroniącą Rio Mere. Jego imię pochodzi od słowa mukade (百足) oznaczającego wija lub dosłownie stonogę.
  - Moriya (モリヤ, 3-6, 9) – gadatliwy mistrz Stylu Gekona, specjalizuje się w chodzeniu po ścianach, błyskawicznych atakach oraz zaskakiwaniu wroga, za co otrzymał przydomek "Niepokonany Niszczyciel Złudzeń" (対応不能の惑乱者 Taiō Funō no Wakuransha). Jego jad wywołuje paraliż, który po 5 minutach zabije ofiarę, jeśli nie otrzyma ona odtrutki na czas. W formie Rinrinshi nosi zieloną szarfę. Moriya jest zdolny do chodzenia po praktycznie każdej powierzchni dzięki transmisji Rinki do swych stóp. Zwykle stojąc na suficie mówi, że jest ponad innymi dosłownie i w przenośni, a ściany uważa za swój mały świat. Pojedynkuje się z Retsu w 6 odcinku i zostaje zniszczony przez Gekitōję. W 9 odcinku zostaje wskrzeszony przez Burako, jednak po śmierci Kademu postanawia zaatakować miasto by zdobyć siłę do walki z Rio. Mimo to Gekirangersi niszczą go ostatecznie za pomocą Geki Bazooki. Jego imię pochodzi od słowa yamori (やもり) oznaczającego gekona.
  - Sorisa (ソリサ, 3-8) – jedyna kobieta wśród piątki, mistrzyni Stylu Skorpiona, w walce wykonuje ruchy i kopnięcia przypominające atak żądła skorpiona, za co otrzymała przydomek "Tancerki Strachu" (戦慄の踊り子 Senritsu no Odoriko). Jej jad powoduje gorączkę. W formie Rinrinshi nosi na sobie czerwoną szarfę. Zaatakowała Gekirangersów w 7 odcinku, jednak została powstrzymana przez Magę, który mówi, że muszą połączyć siły by pokonać przeciwnika. Mimo że zawsze działała sama, zakochała się w Madze i stała mu się uległa aż do momentu jego śmierci. Ostatecznie została zabita przez Gekitōję. Jej imię pochodzi od słowa sasori (蠍) oznaczającego skorpiona.
  - Maga (マガ, 3-8) – mistrz Stylu Ropuchy, specjalizuje się w odporności fizycznej, trenowaniu siły swego ciała i likwidowaniu bólu za pomocą Rinki, za co otrzymał przydomek "Żelaznej Ściany Ochronnej" (鋼鉄鉄壁の守護者 Kōtetsu Teppeki no Shugosha). Jego jad wywołuje przeziębienia. Jest odporny, ale za to niezbyt inteligentny. W formie Rinrinshi nosi na sobie żółtą szarfę. W 7 odcinku wyjawia, że jest zakochany w Sorisie, i dla jej miłości mógłby zrobić wszystko. By ją chronić, z zazdrości atakuje Gekirangersów. Po otrzymaniu wzmocnienia od Mere, Maga przekonuje Sorisę do połączenia sił przeciw Gekirangersom. Gdy jego miłość do Sorisy ukształtowała się, Maga stał się arogancki. Został ostatecznie zniszczony przez Geki Bazookę. Jego imię pochodzi od słowa gama (がま) oznaczającego ropuchę.

- Muzankose (ムザンコセ, 10-11) – Rinrinshi, mistrz Stylu Łuskowca, posiada potężną i niezniszczalną zbroję zasilaną Rinki. Po ulepszeniu swej zbroi, Muzankose stał się krępującą osobą z bardzo dziwną wymową. Był pierwszym Jūjinem, który pokonał Gekitōję. Miał doprowadzić do zniszczenia miasta poprzez trzęsienie ziemi, zaś uzyskana przez to Ringi miała przyśpieszyć przebudzenie Katy. Muzankose został pokonany przez Ran za pomocą Geki Młota oraz dobity ostatecznie w powiększonej postaci przez Geki Słoń Tōję. Jego imię pochodzi od słowa senzankō (穿山甲) oznaczającego łuskowca.

- Nagiu (ナギウ, 12) – Rinrinshi, mistrz Stylu Węgorza, potrafi pokryć swe ciało w szlamie wzmocnionym Rinki, który pozwala mu na wyślizganie ataków przeciwnika. Kiedy Jan opanował walkę ręcznikiem wytarł szlam z jego ciała, zaś Nagiu, podobnie jak węgorz stracił siłę. Został zniszczony przez Geki Słoń Tōję. Jego imię pochodzi od słowa unagi (鰻) oznaczającego węgorza.

- Rasuka (ラスカ, 13-14) – jeden z dwóch Latających Pięści, ochroniarz Katy, mistrz Stylu Kruka, naśladującego agresywne ruchy i ataki powietrzne w głowę przeciwnika. Uzbrojony jest w szurikeny i miecz. Wykorzystuje swą inteligencję do atakowania przeciwnika w jego najsłabsze punkty. Został zniszczony przez Geki Nietoperz Tōję. Jego imię pochodzi od słowa karasu (烏) oznaczającego kruka.

- Rūtsu (ルーツ, 13-15) – jeden z dwóch Latających Pięści, ochroniarz Katy, mistrz Stylu Żurawia, naśladującego łagodne ruchy i atakującego głowy przeciwnika. Ma nieco kobiecy charakter i martwi się o Rasukę. Uzbrojony jest w dwa miecze. Kiedy Rasuka został zabity, Rūtsu ogarnęła żądza zemsty na Gekirangersach, co wzmocniło jego Ringi. Chciał w jak najbrzydszy sposób zniszczyć Gekirangersów, jednak jego plan się nie powiódł, przez co Rūtsu podziela los Rasuki ginąc z rąk Geki Nietoperz Tōjy. Jego imię pochodzi od słowa tsuru (鶴) oznaczającego żurawia.

- Dokariya (ドカリヤ, 17-18) – mistrz Stylu Pustelnika, potrafi wkraść się do ciała innej osoby. Pojawił się przed Rageku gdy usłyszał o jej wskrzeszeniu. Aby pokazać swą miłość do niej przybył na wyspę Aozame by spełnić jej życzenie- spowodować cierpienie wszystkich mężczyzn. Najpierw opętał Bae, następnie wchodząc do ciała Sharkiego zaatakował Gekirangersów, lecz został pokonany. Następnie opętując Geki Rekina zaatakował Gekitōję, jednak bestia została uratowana przez Geki Słoń Tōję. Potem Dokariya postanawia wejść w ciało Miki aby wymanewrować Gekirangersów i Sharkiego i zaatakować Szafu- mężczyznę, którego Rageku chciała skrzywdzić. Jednak Jan odkrył, co się dzieje, pokonał potwora, a gdy ten się powiększył trójka niszczy go za pomocą Geki Rekin Tōjy. Jego imię wzięło się od słowa yadokari (宿借り) oznaczającego kraba pustelnika.

- Butoka (ブトカ, 19-21, 26) – mistrz Stylu Rohatyńca, bazującego na użyciu zbroi na ciele i walki wmontowaną w niej włócznią przypominającej róg żuka. Został przywrócony do życia przez Katę by towarzyszył Rio w poszukiwaniach innych użytkowników Gekijūken. Został zniszczony przez Super Geki Żółtego, ale wskrzesił się do gigantycznych rozmiarów. Ostatecznie Butoka został zabity przez Geki Ognia. Ponownie wskrzeszono go w 26 odcinku, gdy Maku połączył go z maszyną, jednak ponownie został zniszczony, tym razem przez Gekitōję Wilka. Jego imię pochodzi od słowa kabutomushi (兜虫) oznaczającego japońskiego rohatyńca dwurożnego, ale także od słowa kabuto (兜) oznaczającego hełm.

- Wagataku (ワガタク, 19-21, 26) – mistrz Stylu Rogacza, bazującego na użyciu zbroi na ciele i walki wmontowaną w niej włócznią przypominającej szczypce żuka. Został przywrócony do życia przez Katę by towarzyszył Rio w poszukiwaniach innych użytkowników Gekijūken. Został zniszczony przez Super Geki Niebieskiego, ale wskrzesił się do gigantycznych rozmiarów. Ostatecznie Wagataku został zabity przez 9 Gekijū. Ponownie wskrzeszono go w 26 odcinku, gdy Maku połączył go z maszyną, jednak ponownie został zniszczony, tym razem przez Geki Ognia. Jego imię pochodzi od słowa kuwagatamushi (鍬形虫) oznaczającego jelonka rogacza, ale także od słowa kuwagata (鍬形) oznaczającego widły.

- Eruka (エルカ, 19) – mistrz Stylu Ropuchy, jest zdolny do wykonywania tych samych ataków co inny mistrz tego stylu- Maga. Został zniszczony przez zjednoczone ataki Geki Słoń Tōjy, Geki Nietoperz Tōjy oraz Geki Rekin Tōjy. Jego imię pochodzi od słowa kaeru (蛙) oznaczającego żabę.

- Tabū (タブー, 22) – mistrz Stylu Świni, potrafi użyć swego tłuszczu jako dodatkowej tkanki uodparniającej a także posiada świetny węch, dzięki któremu wyczuje ziarnko ryżu oddalone o 5 kilometrów. Tabū porywa Alice, a Mele pozwala mu zrobić z nią, co chce, więc potwór postanawia upiec ją i zjeść. Dziewczyna została uratowana przez Jana, zaś Tabū postanawia walczyć z Gekirangersami. Podczas pojedynku z Geki Ogniem jest dzięki warstwie tłuszczu wytrzymać jego uderzenia, ale zostaje w końcu zniszczony przez ostrza Geki Rekin Ognia. Jego imię pochodzi od słowa buta (豚) oznaczającego świnię.

- Mārashiya (マーラシヤ, 23) - mistrz Stylu Kolczatki, używa Rinki do zatruwania umysłów zaatakowanych ludzi, przez co Ran stała się chuliganką. Ostatecznie potwór zostaje zniszczony przez Geki Słoń Ognia. Jego imię pochodzi od słowa yamaarashi (山荒) oznaczającego kolczatkę lub jeża.

- Hihi (ヒヒ, 24-25) - mistrz Stylu Pawiana i osobisty pomocnik Maku. Został wysłany aby ogłosić Bunt Gekirin. Z racji tego, że Maku umieścił w Hihim Dorinki, ten może pozostać w formie Jūjina tak jakby był żywym. Jego styl walki polega na skakaniu, chodzeniu po drzewach i bolesnych ugryzieniach. Mimo że został pokonany przez Geki Nietoperz Ognia, przybrał on za pomocą Dorinki o wiele potężniejszą formę, przez co Gekirangersi zostali ranni i musieli walczyć z nim bez użycia Gekijū, jednak kiedy aktywowali Gekitōję, Hihi ranił Geki Geparda uniemożliwiając Ran walkę. Na ratunek przybywa Geki Fioletowy wraz ze swym Gekijū- Geki Wilkiem i łączy się z Geki Tygrysem i Geki Jaguarem w Gekitōję Wilka i ostatecznie niszczy Hihiego. Jego imię oznacza pawiana (狒々 Hihi).

- Pōōte (ポウオーテ)

- Niwa (ニワ)

- Chōda (チョウダ)

- Tsuneki (ツネキ)

- Mukōa (ムコウア)

- Bākā (バーカー)

- Meka(メカ)

### Rinjū
- Rin Lew (jap. リンライオン Rin Raion) – bestia Rio przypominająca czarnego, zmechanizowanego lwa. Łącząc się z Gekitōją tworzy mu zbroję oraz miecz.

- Rin Kameleon (jap. リンカメレオン Rin Kamereon) – bestia Mere przypominająca zielonego kameleona. Łącząc się z Gekitōją przyczepia się do jego lewego nadgarstka tworząc wysuwany szpikulec.

## Gen Jūken
- Rong (jap. ロン Ron)
- San'yo (サンヨ)
- Sūgu (スウグ)

### Sōgenshi
- Gōyu (ゴウユ)
- Shiyū (シユウ)
- Haku (ハク)
- Hiso (ヒソ)
- Dorō (ドロウ)
- Sojo (ソジョ)
- Shuen (シュエン)
- Kō (コウ)

## Obsada
- Jan Kandō/Geki Czerwony: Hiroki Suzuki, Arashi Fukasawa (jako dziecko)
- Retsu Fukami/Geki Niebieski: Manpei Takagi
- Ran Uzaki/Geki Żółty: Mina Fukui
- Gou Fukami/Geki Fioletowy: Riki Miura
- Ken Hisatsu/Geki Siekacz: Sōtarō
- Rio: Hirofumi Araki
- Mere: Yuka Hirata
- Miki Masaki: Kazue Itō
- Sza Fu: Ichirō Nagai (głos)
- Elehan Kimpo: Yū Mizushima (głos)
- Bat Li: Shūichi Ikeda (głos)
- Sharkie Chan: Hiroya Ishimaru (głos)
- Gorrie Yen: Ryūzaburō Ōtomo (głos)
- Bion Biao: Takeshi Kusao (głos)
- Michelle Peng: Atsuko Tanaka (głos)
- Bae: Akira Ishida (głos)
- Kata: Rokurō Naya (głos)
- Rageku: Naoko Kōda (głos)
- Maku: Hidekatsu Shibata (głos)
- Rong: Naoki Kawano
- San'yo: Hideyuki Umezu (głos)
- Dan/Sūgu: Kenji Ōba